# ジャコモ・ニッツォーロ
ジャコモ・ニッツォーロ（Giacomo Nizzolo、1989年1月30日 - ）は、イタリア、ミラノ出身の自転車競技（ロードレース）選手。

## 来歴
2007年
- ジュニア世界選手権自転車競技大会・団体追抜 3位

2011年、レオパルド・トレック（後のレディオシャック・ニッサン・トレック）に移籍。
2012年
- ツール・ド・ワロニー総合優勝
- エネコ・ツアー
  - ポイント賞
  - 第5ステージ優勝
- ヴァッテンフォール・サイクラシックス 総合3位
- ステル・エレクトロトゥール　総合5位

2013年
- ツール・ド・ルクセンブルク
  - ポイント賞
  - 第2・3ステージ優勝
- ヴォルタ・アン・アルガルヴェ　ポイント賞
- GP西フランス・プルエー　総合2位

2014年
- ツール・ド・サンルイス
  - 第3ステージ優勝

2015年
- ジロ・デ・イタリア
  -  ポイント賞

2016年
- ジロ・デ・イタリア
  -  ポイント賞

2018年
- ブエルタ・ア・サンフアン　区間優勝（第7ステージ）

2019年、チーム・ディメンションデータに移籍。
- ツアー・オブ・オマーン　区間優勝（第6ステージ）
- ツアー・オブ・スロベニア　区間優勝（第5ステージ）

2020年
- ツアー・ダウンアンダー　区間優勝（第5ステージ）
- パリ〜ニース　区間優勝（第2ステージ）
- イタリア選手権　個人ロードレース 優勝
- ヨーロッパ選手権　 優勝（ロードレース）

2021年
- クラシカ・デ・アルメリア 優勝
- ジロ・デ・イタリア 区間優勝（第13ステージ）
- シルクイト・デ・ゲチョ 優勝

2022年、イスラエル・プレミアテックに移籍
- ブエルタ・ア・カスティーリャ・イ・レオン  ポイント賞（第1ステージ優勝）

2023年
- トロ・ブロ・レオン 優勝